# Ghislain Mollet-Viéville
Ghislain Mollet-Viéville (né le 18 octobre 1945 à Boulogne-Billancourt) est un critique d'art français, expert honoraire auprès de la Cour d'appel de Paris. Il collabore activement à la Biennale de Paris. 

## Biographie
Ghislain Mollet-Viéville est le fils du bâtonnier Francis Mollet-Viéville.
Ghislain Mollet-Viéville est un adepte de l'art minimal et conceptuel. Il a entrepris des recherches sur les nouvelles positions d'artistes qui s'associent à des activités qualifiées de périphériques. Il a inventé en 1975 l'expression « agent d'art », pour désigner l'activité de « gestion de l'art dans ses rapports avec la société ».[réf. nécessaire]

## Publications
- GMV, a very special agent, une interview par Paul Ardenne, Galeries Magazines, décembre 1992.
- L'art du réel, un manifeste, Art Présence n° 11 , juillet-août 1994.
- Some reflections on the idea of a different collection, catalogue de l'exposition On the Edge au musée de Tel Aviv, 1998.
- Passions privées, catalogue de l'exposition au Musée d'art moderne de la ville de Paris, 1995.
- Victor Burgin, catalogue de la collection du FRAC Nord Pas-de-Calais, 1996.
- Lawrence Weiner, à propos de l'exposition de multiples chez Marian Goodman, Éditions du Regard (2004) et dans Art Press (mai 1996).
- On Kawara, à propos de l'exposition Whole and Parts 1964 - 1995 au Nouveau Musée/Institut d'Art Contemporain de Villeurbanne, janvier 1997, paru dans Art Press (1997).
- Art & Language (Michael Baldwin & Terry Atkinson), catalogue de la collection du FRAC Nord Pas-de-Calais, 1996.
- Claude Rutault La peinture définie avec méthode, Art Press, juillet 1997.
- Robert Morris, Quelques notes sur ses "Open Center Sculptures", Sans Titre, février 1998.
- Soussan Ltd. Fournisseur des musées, musée de Louviers, mars 2000, Visuel(s) dans le cadre de l'exposition "Carnets d'adresses : une œuvre, un critique, un artiste".
- L'art et son contexte, une question d'éthique, un manifeste pour la revue Allotopie, 1998.
- L'art doit-il être artistique ?, un manifeste pour Sans Titre, octobre 1998.
- IKHÉA©SERVICES, Jean-Baptiste Farkas, Frog, automne-hiver 2006.
- David Vincent, Cryptomeria japonica, invisible kogetsudaï, catalogue de la galerie Art & Essai (Université Rennes 2, 2008)